# Kufra

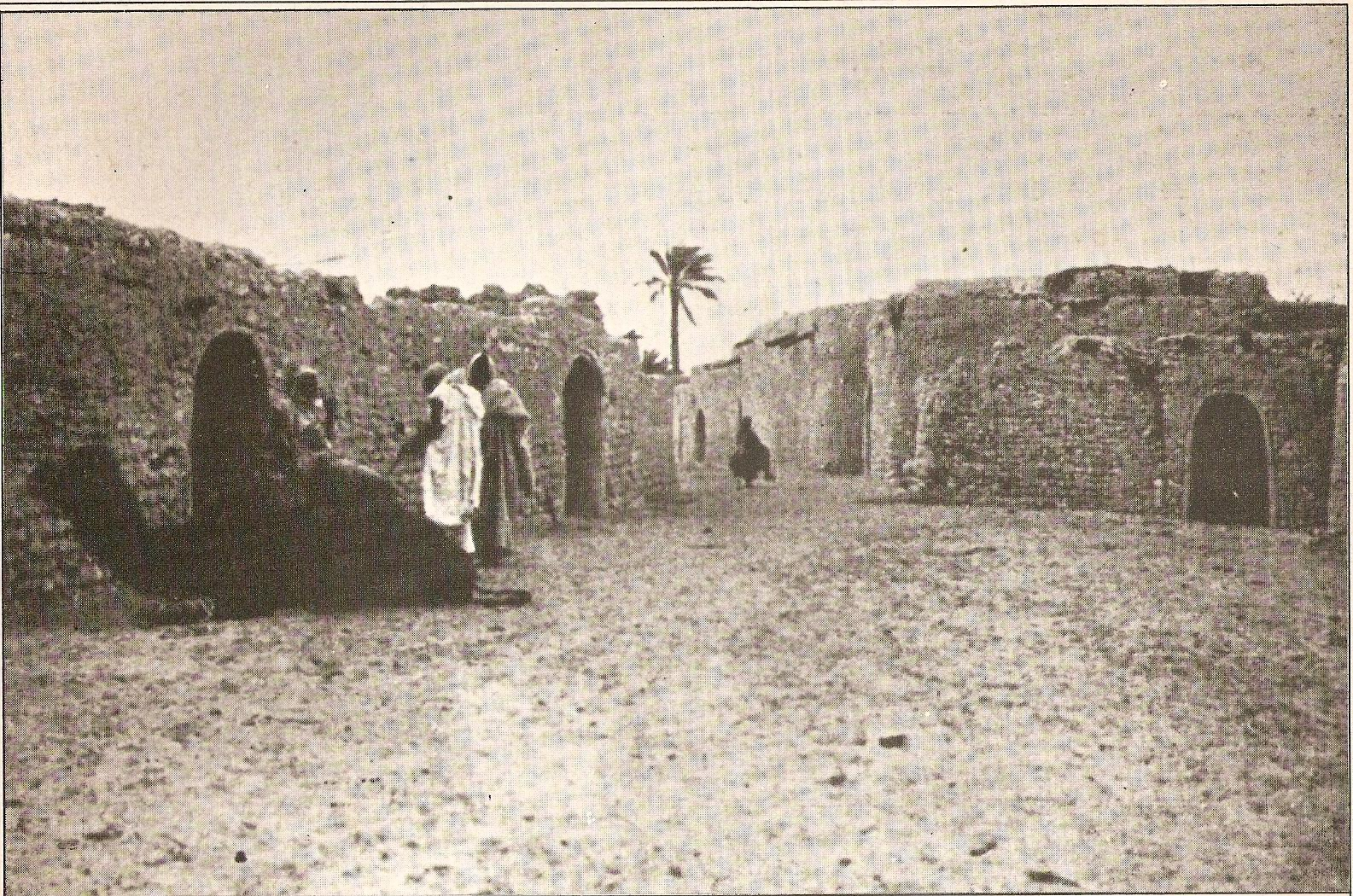
Kufra in 1930.

Kufra (ook wel Al Jawf genoemd) is een oase in het zuidoosten van Libië in de regio Cyrenaica. Kufra is het administratieve centrum van de gemeente Al Kufrah. Tijdens de Opstand in Libië van 2011 viel de stad in handen van de opstandelingen. Regeringstroepen, trouw aan Moammar al-Qadhafi wisten de stad korte tijd te heroveren, maar moesten zich daarna weer terugtrekken. Momenteel staat de stad onder controle van de Nationale Overgangsraad van de opstandelingen.